# Motor City Electro Company
Motor City Electro Company (MCEC) est un label discographique indépendant américain d'electro et ghettotech, basé à Détroit, dans le Michigan.

## Histoire
Le label est fondé par DJ Nasty aka Detroit’s Filthiest en 1999 à Détroit. Motor City Electro Company est une division de Twilight 76 Records.

## Discographie
- MCEC-001 - Digitek - Last of the Finest (12")
- MCEC-002 - Digitek Intelligence Assassins - Batteries Not Included (12")
- MCEC-003 - Digitek - The Return of Mr. Sandman (12")
- MCEC-004 - DJ Nasty - Beats for the Streets (12")
- MCEC-005 - DJ Nasty - Backfodatazz (12")
- MCEC-006 - DJ Nasty - Dirty Nursery Rhymes (12")
- MCEC-007 - DJ Nasty - Freaky Tails (12")
- MCEC-008 - DJ Nasty - Cherry Popper (12")
- MCEC-009 - DJ Nasty - Chocolate City (12")
- MCEC-010 - Aaron Carl - 21 Positions (12")
- MCEC-011 - DJ Nasty - Booby Trap (12")
- MCEC-012 - DJ Nasty - Hot Sauce (12")
- MCEC-013 - DJ Nasty - 100% Hood Certified (12")
- MCEC-014 - DJ Nasty - Dime Pieces (12")
- MCEC-015 - DJ Nasty - Apple Bottoms (12")
- MCEC-016 - DJ Nasty - 1st. Round Draft Pick (12")
- MCEC-056 : Detroit’s Filthiest - All White Buffs (2021)[3]